# Uromyrtus curvipes
Uromyrtus curvipes är en myrtenväxtart som först beskrevs av Michel Gandoger, och fick sitt nu gällande namn av Karl Ewald Maximilian Burret. Uromyrtus curvipes ingår i släktet Uromyrtus och familjen myrtenväxter.
Artens utbredningsområde är Nya Kaledonien. Inga underarter finns listade i Catalogue of Life.